# Перегонівський заказник

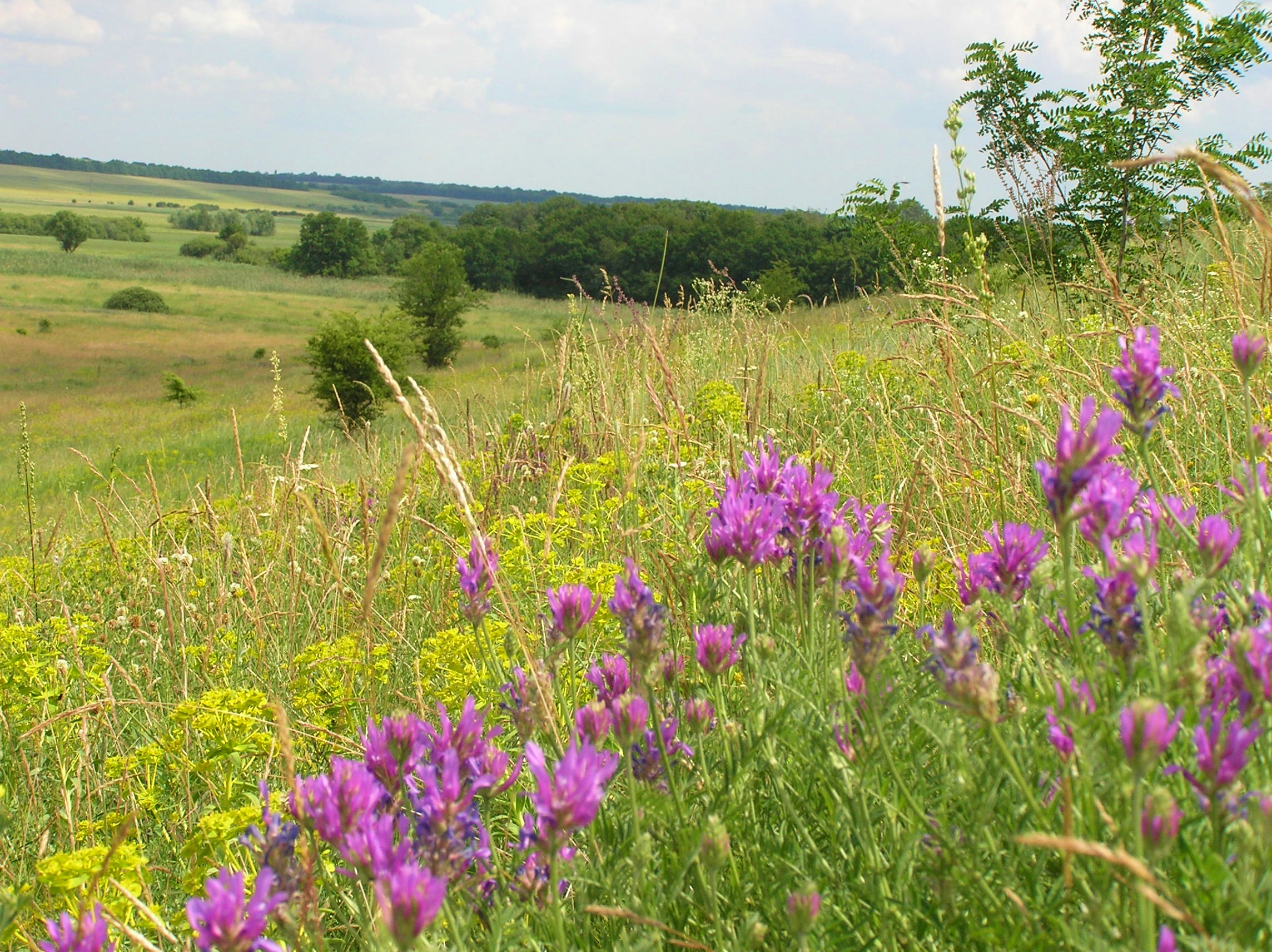

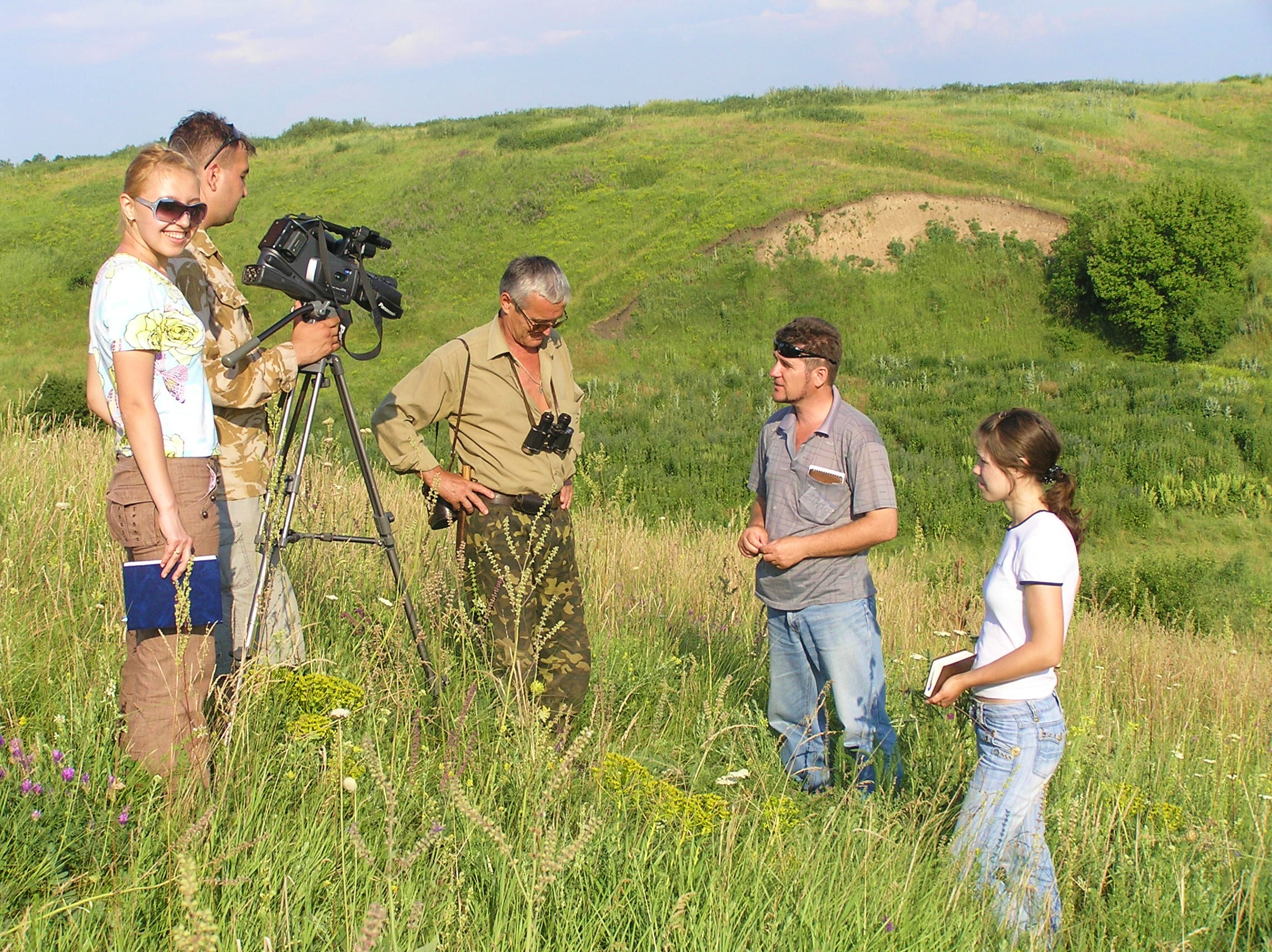

Перего́нівський зака́зник — ландшафтний заказник місцевого значення в Україні. Розташований у межах Кобеляцького району Полтавської області, біля села Перегонівки, що на південь від міста Кобеляків. 
Площа природоохоронної території 150 га. Статус надано 1994 року. Перебуває у віданні: Підгорянська сільська рада, Лебединська сільська рада. 
Статус надано для збереження природного лучно-болотного комплексу в заплаві річки Ворскли. Заказник є місцем зростання рідкісної рослини — астрагалу шерстистоквіткового, занесеного до Червоної книги України.

## Світлини

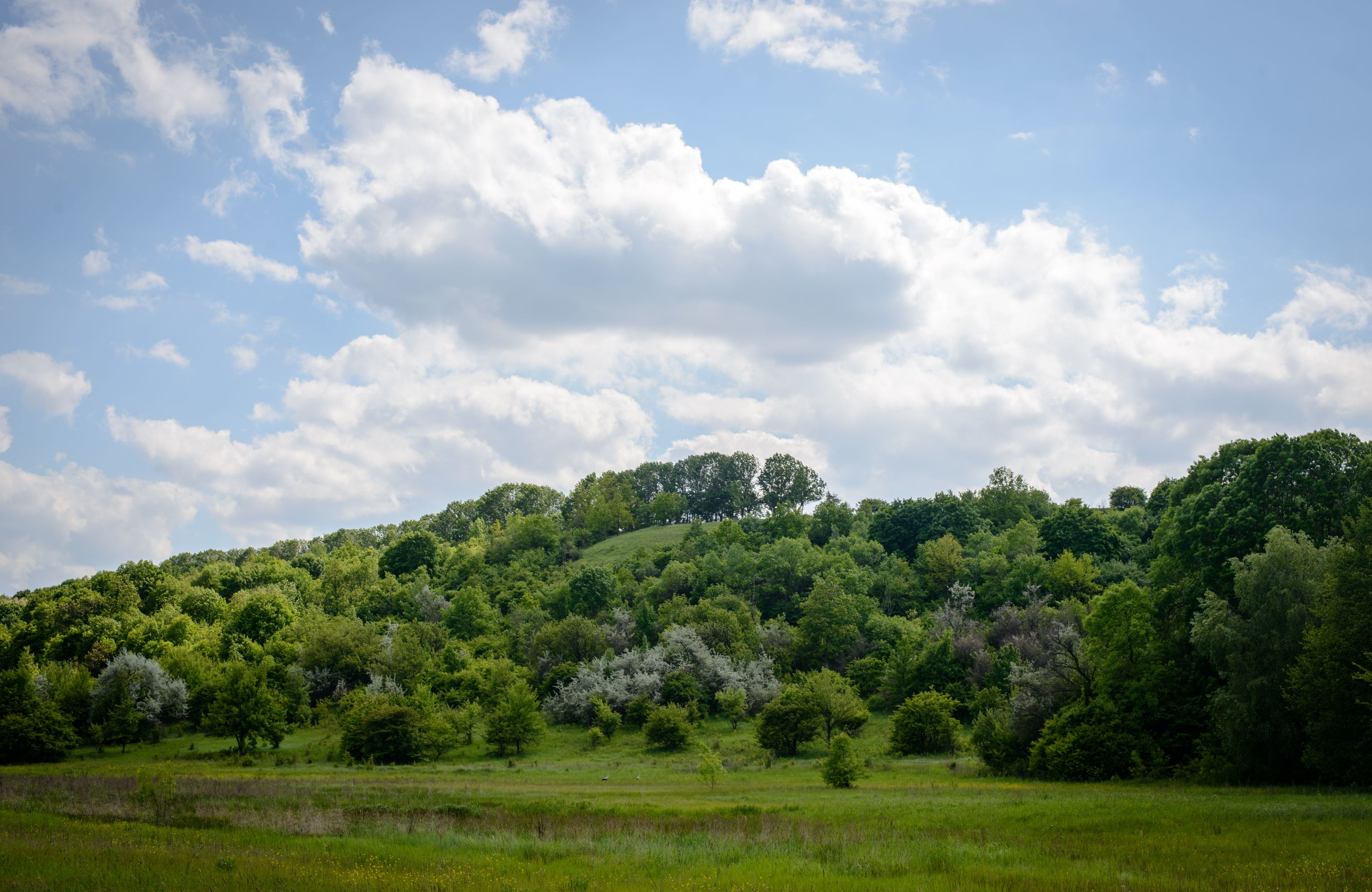
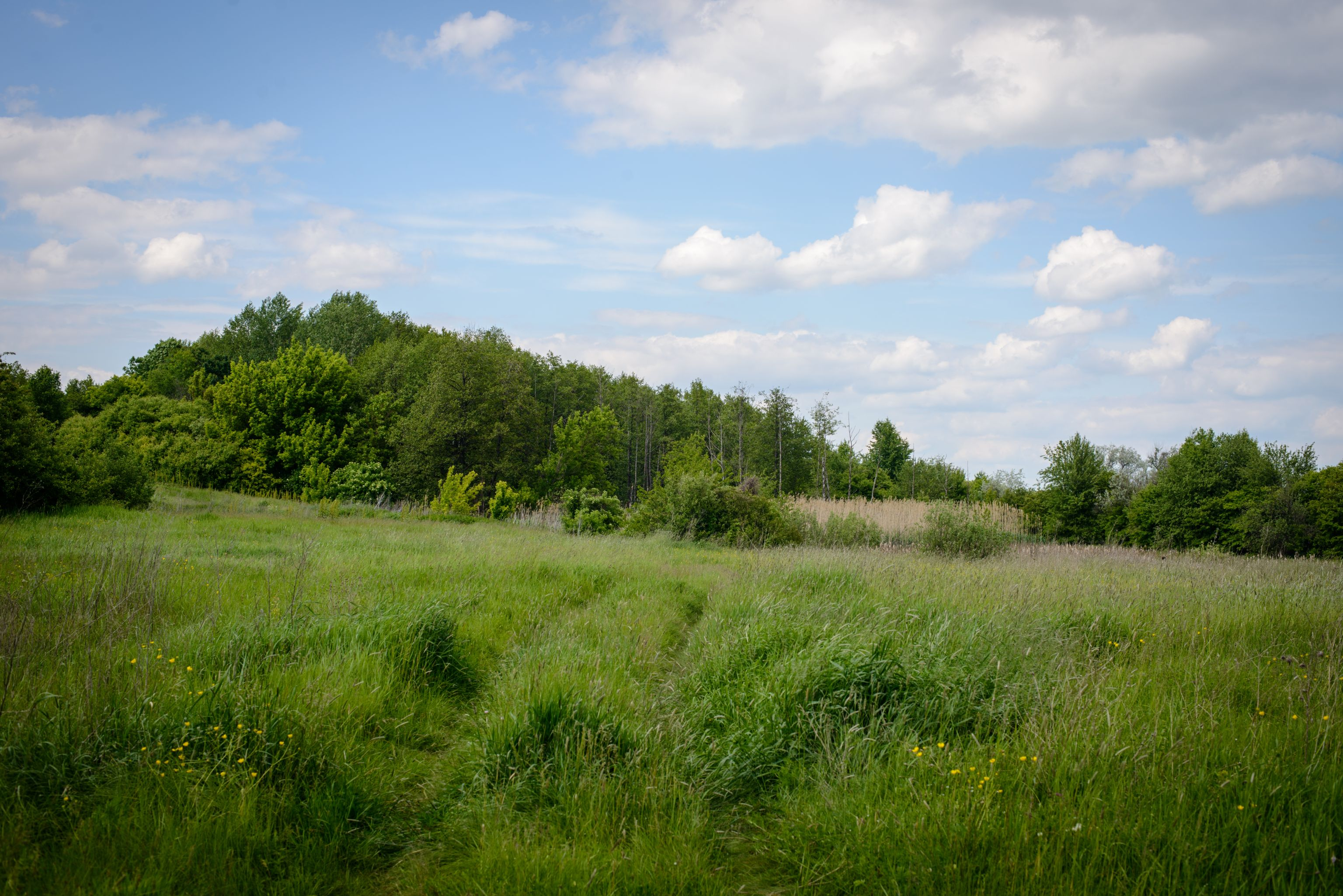
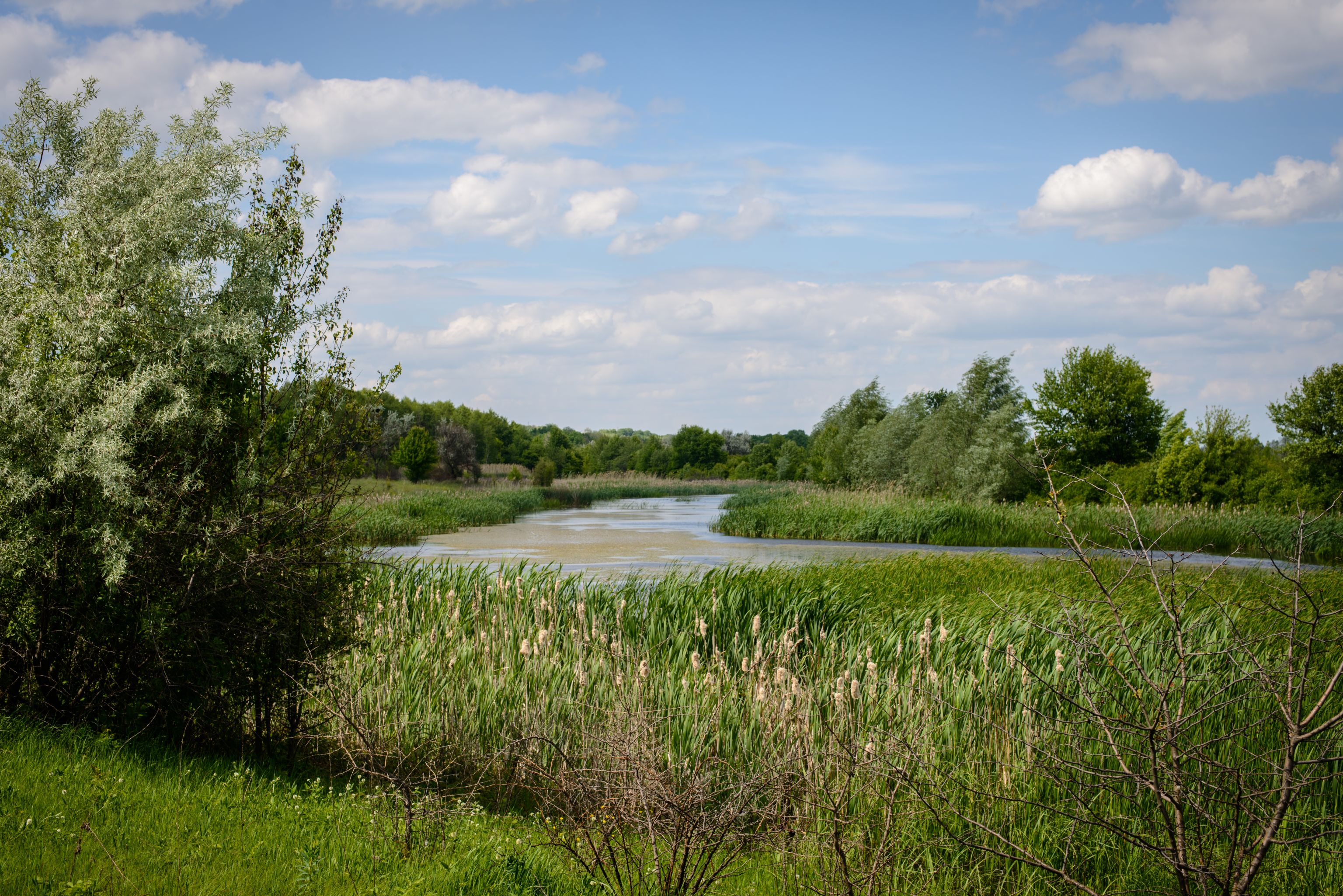
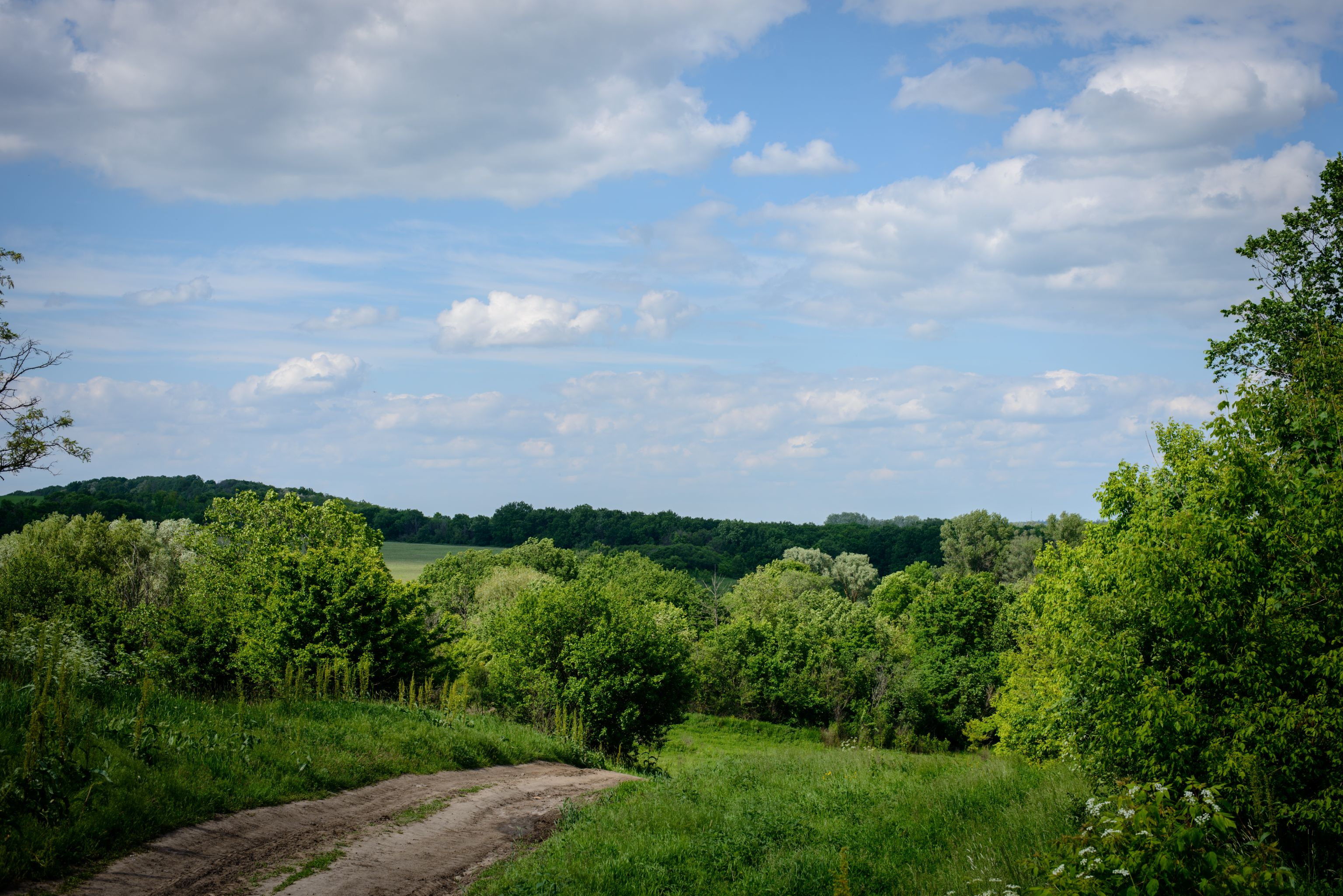